# Latinitati Vivae Provehendae Associatio
Latinitati Vivae Provehendae Associatio – łac. Stowarzyszenie na rzecz Rozpowszechniania Żywej Łaciny
Niemiecka organizacja założona w 1987 roku w Xanten w Niemczech Zachodnich, mająca na celu propagowanie języka łacińskiego jako języka codziennej komunikacji. Jej członkowie organizują liczne konferencje naukowe w wielu krajach Europy (głównie w Niemczech), których oficjalnym językiem komunikacji i wygłaszanych odczytów jest język łaciński.
Przez stowarzyszenie to organizowane są również „weekendy z łaciną” – łac. Bidua Latina, w czasie których odbywają się kursy łaciny mówionej oraz odczyty naukowe w tymże języku. Co roku odbywają się również tygodniowe zjazdy, na które przyjeżdża wielu członków Associationis oraz gości z wielu krajów Europy. 6 tego typu zjazdów odbyło się w Polsce: w Kamieniu Śląskim (lata: 1999, 2000, 2001, 2011) oraz w Krakowie (lata: 2007 i 2012).
L.V.P.A. aktualnie liczy sobie 61 członków w całej Europie (w tym 4 w Polsce: jednego w Opolu oraz trzech w Krakowie).
Krakowscy członkowie L.V.P.A. (tj. Barbara Dowlasz, Natalia Jureczko i Marcin Loch) w 2006 założyli Societas Latine Loquentium Cracoviensis (Krakowskie Stowarzyszenie Mówiących po Łacinie). Stowarzyszenie funkcjonuje jako sekcja Koła Naukowego Filologów Klasycznych UJ i skupia kilkanaście osób, zachowuje także ścisłą współpracę z Latinitati Vivae Provehendae Associatio. Członkowie Societatis spotykają się co tydzień, by wspólnie rozmawiać po łacinie, poszerzać swoje słownictwo i doskonalić umiejętność wysławiania się w języku łacińskim. Wraz z Instytutem Filologii Klasycznej UAM współorganizują oni schole żywej łaciny – konwersacyjne kursy języka łacińskiego. Societas jest w tej chwili jedynym działającym kołem żywej łaciny w Polsce.